# Apistoloricaria condei
Apistoloricaria condei — вид риб з роду Apistoloricaria родини Лорікарієві ряду сомоподібні.

## Опис
Загальна довжина сягає 14,1 см. Голова сильно сплощена зверху. Очі невеличкі. Біля носа є помірно довгі вирости. Тулуб сплощено з боків, стягнуто своєрідним «корсетом». Спинний плавець помірно подовжений. Грудні та черевні плавці з короткою основою. Грудні плавці доволі широкі. Черевні плавці добре розвинені, великі, використовуються для пересуванням дном. Хвостовий плавець витягнутий.
Забарвлення спини сіро-коричневе з плямочками. Черево світле, кремове.

## Спосіб життя
Є демерсальною рибою. Зустрічається у річках з повільною течією, озерах з піщано-мулистим дном на глибині 2-10 м. Тримається зазвичай дна, ховаючись вдень серед впалого листя, гілля. Живиться дрібними водними організмами, ракоподібними, водоростями.

## Розповсюдження
Мешкає у басейні річки Напо, у нижній частині Амазонки.